# 147e régiment d'infanterie (France)
Le 147e régiment d'infanterie (147e RI) est un régiment d'infanterie de l'Armée de terre française créé sous la Révolution sous le nom de 147e demi-brigade de première formation.

## Création et différentes dénominations
- 1793: 147e Demi-Brigade de Bataille.
- 1796: Dissoute et intégrées dans 5e demi-brigade d'Infanterie de ligne.
- 1813: 174e Régiment d'Infanterie de Ligne.
- 1813: Dissous.
- 1887: 147e Régiment d'Infanterie.
- 1914 : à la mobilisation, il met sur pied son régiment de réservé, le 347e régiment d'Infanterie
- 1923: Dissous (traditions gardées par le 155e RI).
- 1939: 147e Régiment d'Infanterie de Forteresse.
- 1940: Dissous.

## Colonels/Chef de brigade
- 1793 : chef de Brigade Durognon (?).
- 16 janvier 1813 : Colonel Benoît Prosper Sibuet
- 23 août 1813 : Colonel Jean Francois Antoine Michel Faullain
- 1891-1894 : Colonel Jean Baptiste Henry Babin
- 1895-1898: Colonel Adolphe Barthélémy Guntz
- 1905 : colonel Georges Camille Aimé Marie Pasquier de Franclieu
- 1911-1914 : Colonel Alfred Remond

## Historique des garnisons, combats et batailles du147eRI

### Guerres de la Révolution et de l'Empire
- 1794: Boulou, Bellegarde, Jonquière, Montagne-Noire, Figuières, Roses, et La Fluvia.
- 1795: Loano et Rocca-Barbene.
- 1813: Wurschen, Neukirchen, Plagwitz, et Goldberg.

### 1870 à 1914
Le 147e RI, est formé le 1er octobre 1887 à 3 bataillons provenant des 24e régiment d'infanterie, 43e régiment d'infanterie et 132e régiment d'infanterie, à Verdun.

### Première Guerre mondiale
En 1914 casernement : quartier Mac Donald Sedan, 7e brigade d'infanterie, 4e division d'infanterie, 2e corps d'armée.

#### 1914
- août 1914 : Bataille des Frontières : Belgique Meix devant Virton, Lahage, le 22 août bataille de Bellefontaine.Retraite sur Stenay[1]
- août 1914 : Victor S... jugé et condamné la veille par le conseil de guerre spécial du 147e RI est passé par les armes à Florent-en-Argonne. Il se perd lors d'une des batailles de ce régiment. Il est recueilli par le 147e RI et affecté à la 9e Cie. Victor fut condamné et exécuté pour abandon de poste en présence de l'ennemi. Son chef avait noté de trop nombreuses disparitions, mais Victor revenait soit volontairement, soit était retrouvé. L'un des membres du conseil de guerre eut un doute et ne vota pas la condamnation à mort.
- août 1914 : Bataille des Ardennes :le 28, bataille de Yoncq[1]. 1/3 de l'effectif de départ est mis hors de combat (tués, blessés, disparus).
- septembre 1914 : Bataille de la Marne : Favresse, Thiéblemont[1].
- Fin septembre 1914 : Argonne ; Bois de la Gruerie devant Vienne le Château[1].

#### 1915
"Là où le 147e a mission de tenir, l'ennemi ne passe pas." citation à l'ordre 4e DI, 1915.
Février 1915 : Champagne, bois de Trapèze…bataille de champagne, Mesnil, butte de Tahure, la Brosse-à-Dent.Saint Mihiel.

#### 1916
Janvier 1916 : Woëvre…, Rouvrois (moulin de Relaincourt mars) Verdun (avril)…Somme Berny-en-Santerre…

#### 1917
Janvier 1917 : Lorraine…Offensive de L'aisne: cote 108, Berry-au-Bac, Misme, Verdun (décembre): Avocourt (juillet-août 1917).cote 344.

#### 1918
Mars 1918: Verdun… Chemin des Dames… Bataille de la marne…Champagne…Lorraine.
le 26 mai 1918, le 147 RI est transféré de Verdun (Meuse) à Arcy Sainte Restitue (Aisne)embarquement du train à Muisson le 27, débarquement le 27 au soir(7h) à Coincy et subit de plein fouet l'offensive Ludendorff à Arcy-Sainte-Restitue le 29 mai que les Français avaient prévue. Le 29 mai à 17h30 l'attaque allemande fait 1 000 tués ou prisonniers ce jour-là .

### Entre-deux-guerres

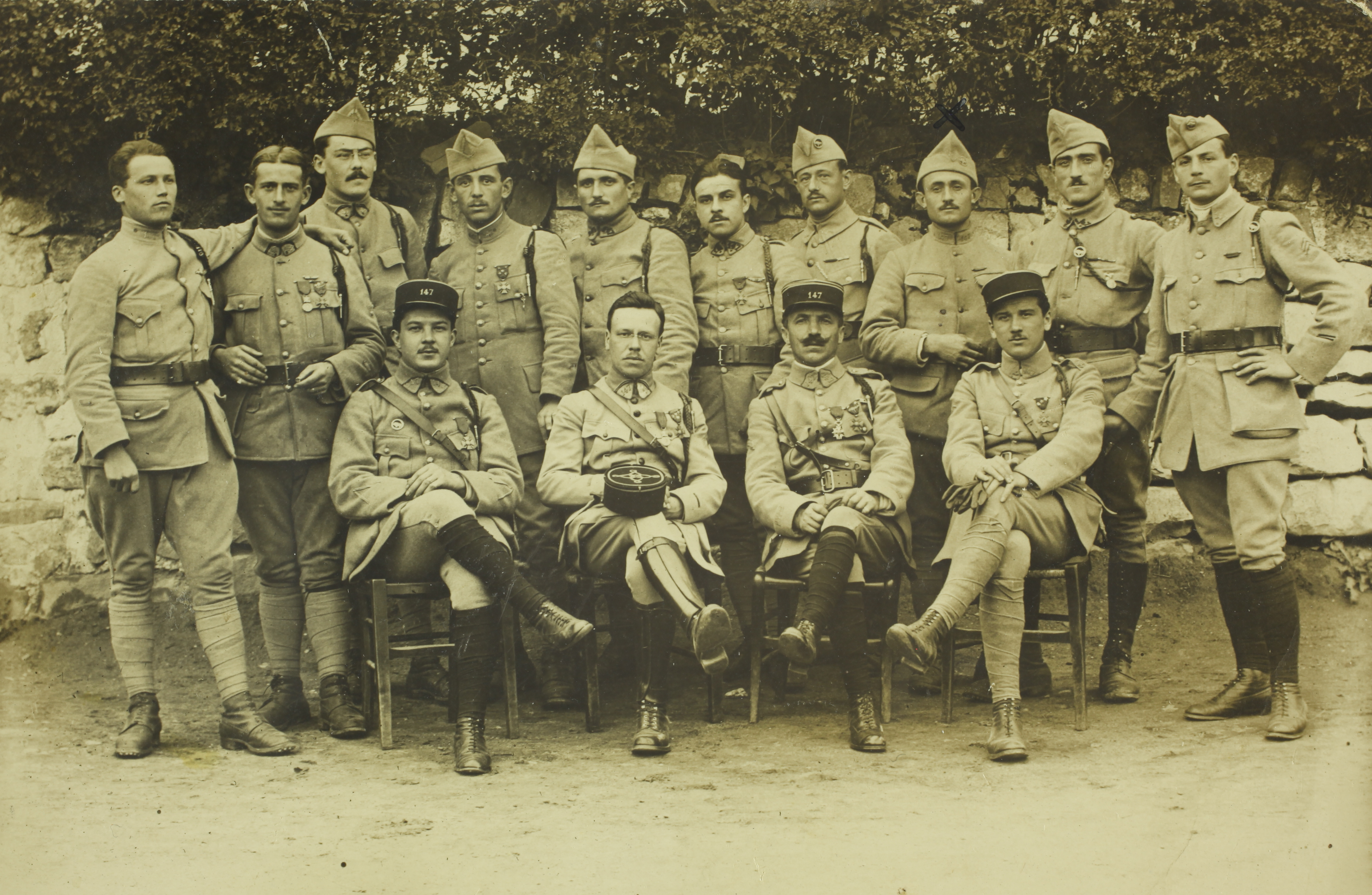
Photographie de groupe du, 1919.

- 1923 : Le régiment est dissous à Mulhouse[4].

### Seconde Guerre mondiale

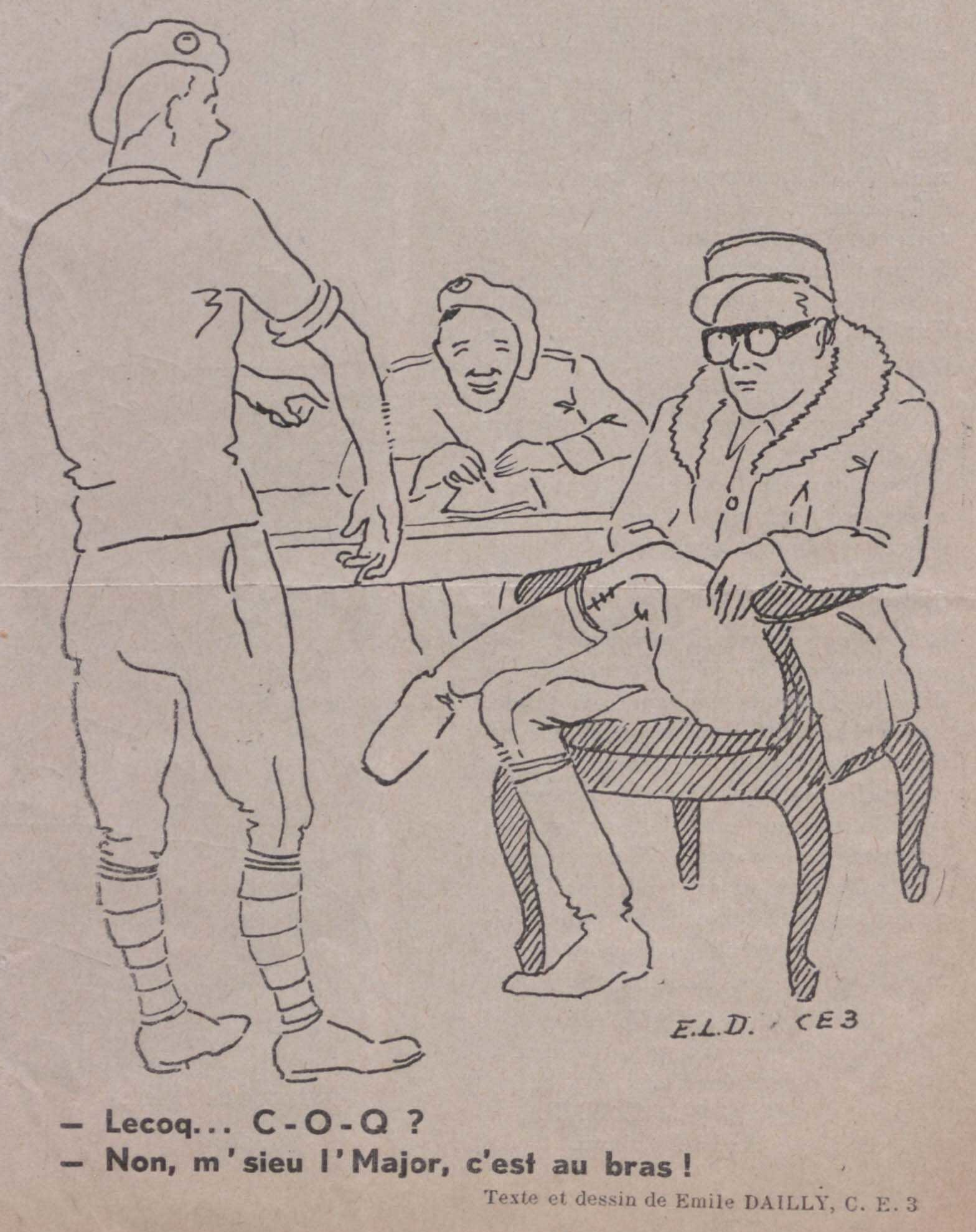
Image humoristique représentant l'infirmerie du RIF.

- Formé le 27 août 1939 à Sedan sous le nom de 147e régiment d'infanterie de forteresse, au secteur fortifié de Montmédy. Région Militaire, Centre Mobilisateur d'infanterie; réserve A RIF type Metz/Lauter CMI 24 Sedan, bataillons I, II, III et une compagnie avancée, environ 10 canons antichar dans le régiment, effectifs au 10 mai 1940 : 71 officiers et 2 898 hommes. Il appartient à la 55e division d’infanterie, Xe Corps d’Armée de la 2e Armée.
- 10 mai 1940 : Percée de Sedan.
- Le 147e RIF sera dissous le 21 mai 1940 à Damloup près de Verdun, les rescapés seront intégrés avec d'autres sections de la 71e DI et du 11e bataillon de mitrailleurs à la 239e DLI.

## Inscriptions portées sur le drapeau du régiment
Il porte, cousues en lettres d'or dans ses plis, les inscriptions suivantes :
- Goldberg 1813
- Champagne 1915
- Verdun 1916
- La Somme 1916
- Tardenois 1918

## Décorations
Sa cravate est décorée de la Croix de guerre 1914-1918  avec 3 palmes, et 1 étoile argent.
Il a le droit au port de la fourragère aux couleurs du ruban de la Croix de guerre 1914-1918.

## Insigne
Ecu château tête de sanglier noire feuilles de chêne en pointe.

## Personnalités ayant servi au147eRI
- Jean Dettweiller, membre de la bande à Bonnot
- Marcel Droüet (1888-1915), poète, y fait son service militaire de 1909 à 1911. Son nom est inscrit au Panthéon parmi les 560 écrivains morts au combat pendant la Première Guerre mondiale.
- Édouard Hannecart, auteur, journaliste.
- Maurice Prost, sculpteur animalier.
- Sous-lieutenant Jean Vérines (fusillé par les nazis en 1943).

### Monument du 147 RI - 347 RI - 147 RIF
Le monument est situé au centre du cimetière de Wadelincourt, le long de la voie rapide Sedan-Bazeilles.

## Musée
- Un musée est consacré au 147e régiment d'infanterie de ligne, il se situe à Semuy, au Moulin de Waroux. Un musée spécialisé dans la bataille de Sedans de 1940[6].

## Sources et bibliographie
- À partir du Recueil d'Historiques de l'Infanterie Française (Général Andolenko - Eurimprim 1969).
- Historique du 147e régiment d'infanterie pendant la guerre 1914-1918 : 2e corps d'armée, 4e division d'infanterie, 7e brigade d'infanterie, Nancy, Impr. Berger-Levrault, 48 p., lire en ligne sur Gallica.
- Émile Simond : Historique des nouveaux régiments créés par la loi du 25 juillet 1887